# Viện thiết kế tên lửa Makeyev
JSC Makeyev Design Bureau (tiếng Nga: ГРЦ Макеева, còn được biết đến với tên Makeyev OKB) là một công ty chuyên thiết kế tên lửa của Nga, có trụ sở tại Miass, Russia.
Công ty có khởi đầu là phòng thiết kế SKB-385 thành lập vào tháng 12 năm 1947, có nhiệm vụ thiết kế các tên lửa đạn đạo phóng từ tàu ngầm. Phòng thiết kế được đặt theo tên tổng công trình sư Victor Makeyev. Tên đẩy đủ là Trung tâm thiết kế tên lửa liên bang mang tên Viện sĩ V.V.Makeev.
Năm 1965, SKB-385 đã được đổi tên thành Cục thiết kế chế tạo máy (KBM) chịu sự giám sát của Bộ công nghiệp chế tạo máy Liên Xô.

## Các tên lửa và rocket
- R-11 Zemlya
- R-13 (missile)
- R-17 Elbrus
- R-21 (missile)
- Shtil'
- Volna
- R-27 Zyb
- R-29 Vysota
- R-29RM Shtil
- R-29RMU Sineva
- R-29RMU2 Layner
- R-39 Rif
- RS-28 Sarmat
- CORONA
- ROSSIYANKA

## Link ngoài
- Makeyev homepage (English)
- Makeyev Rocket Design Bureau at the Nuclear Threat Initiative